# Diego Córdoba Lasso de la Vega
Diego Córdoba Lasso de la Vega (España, c.1650 - Madrid, c.1720) fue un militar y administrador colonial español en América, que desempeñó varios cargos en la América virreinal, entre otros el de gobernador de Cuba (1697-1702) y el de Presidente de la Real Audiencia de Santa Fe de Bogotá (1703–10 y 1711–12).
Ascendido a General de Artillería, después de 16 años de servicios en la Armada de las Indias. Gobernó la isla de Cuba entre 1697 y 1702. En el Nuevo Reino de Granada evitó la ruina del Colegio Mayor de Nuestra Señora del Rosario al ordenar su reconstrucción y la asignación de una renta anual para sostener las cátedras. Consolidó el puente de Bogotá y arregló el camellón de las alcantarillas «por ser el camino real que lleva a Cartagena de Indias, Popayán y Quito». En septiembre de 1710 el rey lo envió a Cartagena de Indias, para enfrentarse a un posible ataque de los enemigos de la Corona. La presidencia quedó en manos del arzobispo Cossío y Otero.
Córdoba regresó en junio de 1711 y gobernó hasta febrero de 1712; en este mismo año regresó a España. Posteriormente Felipe V, en recompensa a sus servicios, le otorgó el título de marqués del Vado y le nombró miembro del Consejo de Indias.
| Predecesor: Gil de Cabrera y Dávalos | Presidente de la Real Audiencia de Santa Fe de Bogotá 1703-1710 | Sucesor: Francisco Cossio y Otero           |
| Predecesor: Francisco Cossio y Otero | Presidente de la Real Audiencia de Santa Fe de Bogotá 1711-1712 | Sucesor: Francisco Meneses Bravo de Saravia |